# نشانه دال
نشانهٔ دال (انگلیسی: Dahl's sign) که با نام‌های دیگری چون نشانهٔ ثینکر یا نشانه تارگت هم شناخته می‌شود،  یک نشانهٔ بالینی است که در آن نواحی تیرگی (هیپرپیگمانتاسیون) و ضخیم شدگی (هیپرکراتوز) پوست در قسمت تحتانی ران و آرنج دیده می‌شود و در موارد مزمن و طولانی‌مدت بیماری مزمن انسدادی ریه رخ می‌دهد. این نشانه به این دلیل رخ می‌دهد که بیماران مبتلا به بیماری مزمن انسدادی ریه معمولاً هنگام نشستن به سمت جلو متمایل می‌شوند و بازوهای خود را روی ران‌های خود قرار دهند که منجر به اریتم مزمن پوست در نقاط تماس می‌شود. با گذشت زمان، هموسیدرین آزاد شده از گلبول‌های قرمز خونی که در پوست به دام افتاده‌اند، رها می‌شود و باعث تغییر رنگ قهوه‌ای پوست می‌گردند. این افراد ممکن است نوروپاتی عصب اولنار در آرنج هم داشته باشند. نشانهٔ دال نامش را از متخصص پوست آمریکایی «مارک وی. دال» (استاد دپارتمان درماتولوژی در کالج پزشکی مِـیو کلینیک، شعبهٔ آریزونا) می‌گیرد که آن را در سال ۱۹۷۰ توصیف کرد.